# گیلبرت ملندز
گیلبرت ملندز (انگلیسی: Gilbert Melendez؛ زادهٔ ۱۲ آوریل ۱۹۸۲) ورزشکار هنرهای رزمی ترکیبی اهل ایالات متحده آمریکا است.
از فیلم‌ها یا برنامه‌های تلویزیونی که وی در آن نقش داشته‌است می‌توان به چشمان اژدها اشاره کرد.